# Geremia Di Costanzo
Geremia Di Costanzo (Napoli, 19 dicembre 1960) è un taekwondoka italiano.
Di Costanzo è stato uno dei fondatori della Federazione Italiana Arti Marziali Coreane (FIAMACO) di cui attualmente ricopre il ruolo di vicepresidente.

## Palmarès

### Mondiali di taekwondo
- Bronzo a Campionati mondiali di taekwondo 1983
- Bronzo a Campionati mondiali di taekwondo 1985
- Bronzo a Campionati mondiali di taekwondo 1987

### Europei di taekwondo
- Oro a Campionati europei di taekwondo 1978
- Oro a Campionati europei di taekwondo 1980
- Oro a Campionati europei di taekwondo 1982
- Oro a Campionati europei di taekwondo 1984
- Bronzo a Campionati europei di taekwondo 1986
- Oro a Campionati europei di taekwondo 1988